# دووبراویتسه (ناحیه چسکه بودیوویتسه)
دووبراویتسه (به چکی: Doubravice) یک منطقهٔ مسکونی در جمهوری چک است که در شهرستان چسکه بودیوویتسه واقع شده‌است. دووبراویتسه ۱٫۸۲ کیلومتر مربع مساحت و ۲۹۲ نفر جمعیت دارد و ۴۹۰ متر بالاتر از سطح دریا واقع شده‌است.